# Юзеево
Юзеево — село в Шарлыкском районе Оренбургской области в составе Казанского сельсовета.

## География
Расположена на правом берегу Салмыша (приток Сакмары) в 41 км к юг-юго-востоку от села Шарлык. По западной окраине села проходит автодорога Р239 (Казань — Оренбург).

## История
Село основано в 1744 году татарами из Казанской губернии. Название селению дано по имени одного из основателей.
В 1773 году здесь состоялся бой, одно из крупнейших поражений правительственных войск от повстанцев на начальном этапе восстания Пугачёва.

## Объекты социальной сферы
Фельдшерско-акушерский пункт, магазин, почтовое отделение, клуб. До 2006 года действовала Юзеевская общеобразовательная школа.

## Население
| 2010 |
| ---- |
| 220  |

Население составляло 316 человека в 2002 году (татары 97 %), 220 по переписи 2010 года.